# Gacka
A Gacka egy búvófolyó Horvátországban, Likában, mely forráspatakjaival együtt 61 km hosszú.

## Leírása
A folyó a Tonkovićevo vrilo, a Klanac vrilo és a Majerovo vrilo nevű forrásokból ered az Otocsántól 11 km-re délkeletre fekvő Sinac falu határában. Ezt követően számos mellékfolyót (Begovac, Pećina, Krajnović-patak, Trnovac, Markovac-patak és mások) fogadva lassan ereszkedik lefelé a Gacka-mező területén. A folyó itt 11 km hosszú, bár a HPJ Senj és a HP Sklope vízerőművek építése előtt 32 km volt. Tiszta víz jellemzi, amely a sziklás terület ellenére viszonylag lassan folyik.
Otocsán közelében (a forrástól 17 km-re) megépítették Šumećica és Vivoz zsilipjeit. Innen a vizet alagutak és csatornák rendszerén keresztül vezetik le Gusić-poljéban egy mesterséges tóba, majd tovább egy alagúton keresztül Sveti Juraj közelében a zenggi HPJ Senj vizierőműbe (1965-ben épült). Lipovo és Gacko polje között egy 10 km hosszú alagutat építettek, amelyen a Gacka, azaz a vízerőművek vizét a Lika-folyóba vezetik. A vízerőmű megépítéséig Otocsán közelében a folyó két ágra ágazott el. Az egyik a Švička jezerába (a Felső-tóba), a másik a Gusić-poljei víznyelőbe áramlott.
Az átlagos vízhőmérséklet nyáron 10,8 °C, télen pedig 7,9 °C. A folyó mélysége egy métertől a legmélyebb részeken 10 méterig változik. Kémiai összetétele szerint a víz meglehetősen kemény, enyhén lúgos, kalciumsókban és oxigénben gazdag, ami elősegíti a folyó körüli növényzet növekedését. A folyó feneke iszapos. A Gacka bővelkedik víz alatti barlangkutatási helyeken és forrásokban. Az első kutatás a 20. század második felében kezdődött, addig Gacka víz alatti világa teljesen ismeretlen volt. A Mayerovo-forrást tartják barlangtanilag a leggazdagabbnak, így az utóbbi időben különös figyelmet fordítanak rá. Úgy gondolják, hogy a Gacka víz alatti átjáróinak és csatornáinak több mint a fele még mindig nincs feltárva.

## Turizmus
A turizmus fejlődése a 20. század második felében kezdődött, amikor megkezdődött a turisztikai létesítmények építése Gacka és környéke területén. A Plitvicei-tavak szintén nagyban hozzájárultak Gacka népszerűségéhez, mert a Plitvicébe utazó turisták nagy száma felfedezte a Gacka szépségeit is. Ma a térség turizmusának fő formája a rekreációs és falusi turizmus, de emellett rendkívül népszerű a horgászat is. A turistáknak lehetőségük van bejárni a folyó számos régi malmát, amelyek közül néhány ma is működik. A folyó állatvilágának szigorú gondozása miatt a halállomány védelme érdekében csak március 1. és szeptember 30. közötti időszakban szabad horgászni. Néhány helyen a horgászat teljesen tilos (például a Karlov kanal területén Otocsán közelében). A folyó különösen híres a pisztrángjairól.

## Növény- és állatvilág
A Gacka-folyó rendkívül gazdag növény- és állatvilágban. Körülötte és környékén 25 növényfaj növekszik a moháktól és az algáktól a szárnövényekig. A 17 vízi állatfaj mellett él a sebes pisztráng (Salmo trutta), a kaliforniai pisztráng, a csuka, a csík, a pénzes pér, a fehérlábú rák. Gacka az emberhalaknak is otthont ad, amelyek mély forrásokban és az örök sötétség területein élnek. A közelmúltban indították el a kaliforniai pisztráng populációjának csökkentésére irányuló projektet, amely már komolyan kezdte veszélyeztetni és elnyomni az őshonos sebes pisztrángot.

## Galéria
- Majerovo vrilo, a Gacka egyik forrása
- Majerovo vrilo
- Majerovo vrilo
- Vizimalom a Gackán
- Vizimalom a Gackán

## Fordítás
Ez a szócikk részben vagy egészben  a   Gacka című horvát Wikipédia-szócikk ezen változatának fordításán alapul.  Az eredeti cikk szerkesztőit annak laptörténete sorolja fel. Ez a jelzés csupán a megfogalmazás eredetét és a szerzői jogokat jelzi, nem szolgál a cikkben szereplő információk forrásmegjelöléseként.